# 鈴木摠兵衛 (9代目)
鈴木 摠兵衛（すずき そうべえ、1871年10月9日（明治4年8月25日）- 1932年（昭和7年）7月7日）は、日本の実業家。

## 人物
名古屋市東区鍋屋町において鋳物商を営むかたわら、朱子学研究家としても名を知られた水野平蔵の三男鈴四郎として生まれた。1888年（明治21年）愛知県立名古屋商業学校卒業。1895年（明治28年）、同市中区木挽町において、材摠木材の屋号で材木商を営む鈴木家の8代目鈴木摠兵衛の養嗣子となり、その長女と結婚した。
1918年（大正7年）には名古屋枕木合資会社の設立に関わり、同社取締役に就き、1921年（大正10年）には大日本木材防腐株式会社取締役、1923年（大正12年）加福土地株式会社の取締役にそれぞれ就任している。先代の死去に伴い、1926年（大正15年）には鈴木摠兵衛の名を襲い、9代目当主となった。
また、名古屋市立名古屋図書館に鹿山文庫を寄贈している。